# المؤتمر الإسلامي العام (1931)

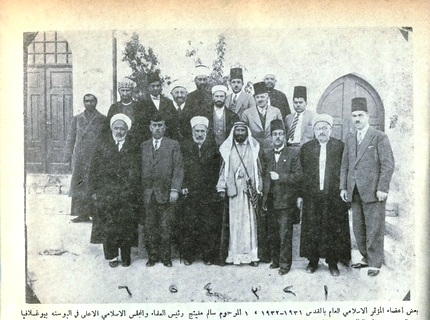
صورة جماعية لبعض المندوبين خلال المؤتمر الإسلامي العام المنعقد في القدس عام 1931.

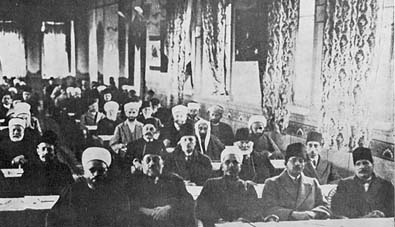
صورة من إحدى جلسات المؤتمر الإسلامي العام المنعقد في القدس عام 1931.

المؤتمر الإسلامي العام هو مؤتمر إسلامي دعا إليه مفتي فلسطين الحاج أمين الحسيني وعُقد في القدس سنة 1931، بهدف إثارة اهتمام الرأي العام الإسلامي العالمي بقضية فلسطين وتأليف جبهة إسلامية قوية في مواجهة الصهيونية العالمية وانحياز العالم الغربي ـ وعلى رأسه بريطانيا آنذاك ـ للفكرة الصهيونية.

## الخلفية التاريخية
تعود فكرة عقد مؤتمر إسلامي في فلسطين يشترك فيه مندوبون وزعماء من مختلف الأقطار العربية والإسلامية إلى ما قبل ثورة البراق 1928، ذلك أنه لمواجهة القوة السياسية والاقتصادية الصهيونية عبر العالم كان لا بد للعرب من اللجوء إلى قوة لإيقاف الانحياز البريطاني تجاه اليهود. ومن هنا انبثقت الفكرة في ذهن الحاج أمين الحسيني والزعيم التونسي عبد العزيز الثعالبي، الذي جاء إلى فلسطين قبل ثورة البراق بمدة، ونشأت بينه بين الحاج أمين وبعض المشتغلين بالقضية الوطنية في فلسطين صداقة وثيقة، وقد تجددت فكرة عقد مؤتمر إسلامي عام في القدس بعد اندلاع أحداث سنة 1928، وذلك استغلالًا للعاطفة الدينية الإسلامية التي هي «من أقوى الأسلحة التي يمكن استخدامها للدفاع عن حقوق العرب في فلسطين».

## الدعوة إلى عقد المؤتمر
لاقت الفكرة موافقة الزعيم الهندي شوكت علي، وبدأت الاستعدادات الحثيثة لعقد المؤتمر قبل أشهر من انعقاده، وتألفت لجنة تحضيرية للدعوة وتهيئة أسباب نجاح المؤتمر، وفي منتصف أكتوبر 1931، أُرسلت الدعوات باسم رئيس المجلس الإسلامي الأعلى ومفتي الديار القدسية إلى عدد من رجالات العرب والمسلمين من زعماء سياسيين ورجال دين وعلماء وأدباء، في مصر والعراق وسورية ولبنان ووجزيرة العرب وليبيا وتونس والجزائر والمغرب والهند وجاوة وماليزيا وإيران وأفغان وسيلان وتركيا وتركستان والبشناق في يوغسلافيا، وجاء في نص الدعوة أن الهدف من المؤتمر هو «البحث في حالة المسلمين الحاضرة، وفي صيانة الأماكن المقدسة الإسلامية من الأيادي الممتدة إليها الطامعة بها، وفي شؤون أخرى تهم المسلمين جميعًا»، وحُدد مكان وموعد المؤتمر في جوار المسجد الأقصى في ليلة الإسراء المباركة في 27 رجب سنة 1350 هـ، الموافق 7 ديسمبر 1931 م، ولم تتضمن الدعوة جدولًا محددًا بالمسائل التي ستُبحث في المؤتمر إلا التأكيد على الطابع الإسلامي البحت للمؤتمر.